# Westsibirischer Gletschersee

Eiszeitliche Seen in Sibirien und Zentralasien, der Westsibirische Gletschersee zentral

Der Westsibirische Gletschersee (russisch Западно-Сибирское море Sapadno-Sibirskoje more) oder Mansische See (Мансийское озеро Mansijskoje osero) war ein großer Eisstausee, der sich im Pleistozän während der Weichsel-Kaltzeit (in Russland „Zirjanka-Eiszeit“) im heutigen Westsibirischen Tiefland befand. Er entstand, als der Barents-Kara-Eisschild vor etwa 80.000 Jahren die Abflüsse von Jenissei, Pur, Tas und insbesondere Ob ins Nordpolarmeer blockierte, sodass sie sich aufstauten. Zu seiner maximalen Ausdehnung könnte der See etwa 750.000 km² bis 880.000 km² groß und damit der größte See seiner Zeit gewesen sein. Damit wäre er doppelt so groß wie der größte heutige See, das Kaspische Meer (371.000 km²), gewesen.

## Geschichte
Als Erster entdeckte Stanislaw Schazki vom Institut für Erdölgeologie und Geophysik der sibirischen Abteilung der Akademie der Wissenschaften der UdSSR 1952 die Existenz des periglazialen Binnenbeckens (und damit des Sees). Er nahm an, der See habe vor etwa 10.000–20.000 Jahren existiert, nach Mammutfunden wurde das Alter jedoch drastisch auf 50.000–100.000 Jahre erhöht. Heute geht man davon aus, dass der See zuerst im Weichsel-Frühglazial vor 90.000–80.000 Jahren existierte, wo er etwa 600.000 km² groß gewesen sein könnte. Bei einer durchschnittlichen Wassertiefe von 24 m entspricht das einem Volumen von 15.000 km³. Unter anderem waren die Lokalisationen der heutigen Städte Nowosibirsk, Tjumen, Tomsk, Omsk und Krasnojarsk damals vom See bedeckt. Er verschwand, als das Eis sich zurückzog. Belege für die Existenz des Sees sind geologische Überreste wie Uferlinien und limnische Sedimente sowie biologische Funde wie Algenreste, deren Zusammensetzung auf einen Stausee hindeutet.
Im Weichsel-Hochglazial vor 60.000–50.000 Jahren bildete sich der See vermutlich erneut, wobei die Wasserfläche auf bis zu 880.000 km² angewachsen sein könnte, mit einer durchschnittlichen Tiefe von 36 m und einem Volumen von 32.000 km³ (zum Vergleich: der heute wasserreichste See, der Baikalsee, hat ein Volumen von 23.600 km³). Der höchste Wasserstand wird auf 125 m über dem Meeresspiegel geschätzt. Dieser See lag weiter nördlich, da der Meeresspiegel gesunken und Nordsibirien nicht so weit südlich vom Kara-Eisschild bedeckt war. Ein Teil der Fläche dieses Sees ist heute vom Meer bedeckt. Er floss vermutlich nach Osten in die Laptewsee ab.
Allerdings sind sich nicht alle Glaziologen einig, dass der See wirklich ein so großes Gebiet bedeckte und nicht in viele Teilseen aufgeteilt war. Laut einer von Igor Walkow, einem Kollegen Schazkis, aufgestellten (mittlerweile zeitlich widerlegten) Theorie bildete der See sich vor 40.000 Jahren aus den drei großen, vor 53.000–40.000 Jahren eisgestauten Seen Purowskoje, Mansijsk und Jenissei und verschwand erst in der Warmzeit vor 32.000–31.000 Jahren durch das Abschmelzen des Kara-Eisschildes. Die Bewegungen der Ströme zwischen den Seen sind in Form riesiger Mulden erhalten, die sich südwestlich durch die Ob- und Tschulym-Jenissei-Hochebenen ziehen.
Auch über den Variationszyklus des Westsibirischen Gletschersees ist nicht viel bekannt. Im letzten Gletschermaximum vor etwa 21.000–18.000 Jahren bildete er sich nicht erneut, weil der skandinavische Eisschild nicht weit genug nach Osten reichte, um die Mündungen der großen sibirischen Flüsse zu blockieren, doch auch hier sind sich nicht alle Glaziologen einig; Igor Wolkow ging von einem erneuten, kleineren Mansijsk-See in diesem Zeitraum aus. Dagegen sprechen unter anderem Mammutfunde aus dieser Zeit. Die Schmelzwasserströme der Gletscher bildeten am Ende dieser letzten Eiszeit das moderne westsibirische System aus Flüssen und Sümpfen, die zahlreichen Seen in der Region stammen ebenfalls aus dieser Periode.
Der Westsibirische Gletschersee und umliegende Gletscherseen verursachten nach Klimamodellen niedrigere Sommertemperaturen auf dem Kontinent und dem Eisschild. Ihr Abfließen innerhalb einiger Monate nach Zurückziehen des Eisschilds hatte einen großen Einfluss auf die Eisbildung im Arktischen Ozean und das Klima der gesamten Region.

## Längster Fluss
Der erste See könnte über die Turgai-Depression und das Tiefland von Turan in den Aralsee, dann über das Tal des Usboi ins Kaspische Meer und schließlich über die Manytschniederung und das Asowsche Meer ins Schwarze Meer abgeflossen sein, da der Eisschild den Abfluss nach Norden blockierte. Das Wasser der Selenga und des Baikalsees wäre somit aus der Mongolei etwa 10.000 km weit geflossen, deutlich weiter als der heutzutage längste Fluss, der Nil. Später, als das Eis sich zurückzog, könnte das Wasser erst entlang des Eisschilds in die Ostsee und schließlich über Ob und Jenissei in den Arktischen Ozean abgelaufen sein.